# ふれあいの里公園
ふれあいの里公園（ふれあいのさとこうえん）は茨城県猿島郡境町に所在する境町が設置、管理・運営する公園である。

## 概要
このふれあいの里公園は1992年（平成4年）4月1日の「ふれあいの里家庭菜園」の開園をはじめとし、1994年（平成6年）10月29日にふれあいの里公園の工事が着工し、1997年（平成9年）3月31日に公園整備事業第1期工事が完成、ふれあいの里幼稚園も同日に完成している。この後も1997年（平成9年）9月30日にグラウンドゴルフ場が竣工し、1998年（平成10年）8月30日に伝統工芸館とハーブ園を開設、1999年（平成11年）7月1日にふれあいの里の一角にさくらの丘公園が開設となっている。施設整備の主題を「茶・話・野・感」とし、公園機能と生涯学習の機能を併せ持たせた複合施設となっている。敷地内には「ギャラリー夢」という町民美術館（和室（茶室）・多目的実習室・会議室あり）の他、長屋門や伝統工芸館なども所在している。

## 施設
- 桜並木（桜づつみ）
- 長屋門
- ふれあい茶園
- 市民農園（家庭菜園）
- 伝統工芸館
- 子どもの広場
  - コンビネーション遊具（複合遊具）
  - ローラースライダー
- 野外ステージ・イベント広場
- グラウンドゴルフ場
- ギャラリー夢
- 憩の家
- ゲートボール場
- 駐車場
- トイレ
- 境古河バスターミナル

## 所在地
- 〒306-0412
- 茨城県猿島郡境町大字栗山815[2]

## 周辺・関連項目
- 栗山運動公園
- 山崎北公民館
- 境山崎郵便局
- 山崎南集落センター
- さかえ酪農業協同組合
- 境町歴史民俗資料館
- 茨城むつみ農業協同組合　長田支店
- 境町立長田小学校
- 鵠戸川

## さくらの丘公園
さくらの丘公園（さくらのおかこうえん）は茨城県猿島郡境町に所在する境町が設置、管理・運営する公園である。

### 概要
このさくらの丘公園はふれあいの里の一角（南部）に整備され、1999年（平成11年）7月1日に開設となった公園である。園内には小山（丘）があり、そこを中心に複数の桜の木が植樹されている。この他、小さな池が園内に所在している。

### 施設
- 桜（複数）
- 小山（丘）
- 鉄棒
- ジャングルジム
- 滑り台
- 池
- 園路
- 駐車場
- 街灯

### 所在地
- 〒306-0413
- 茨城県猿島郡境町大字山崎[4]

### 周辺・関連項目
- 栗山運動公園
- 山崎北公民館
- 境山崎郵便局
- 山崎南集落センター
- さかえ酪農業協同組合
- 境町歴史民俗資料館
- 町民体育館
- 境警察署
- 茨城むつみ農業協同組合長田支店
- 境町立長田小学校
- 鵠戸川